# إيريك لانيني
ايريك لانيني (بالإيطالية: Eric Lanini)‏ (25 فبراير 1994 بتورينو في إيطاليا - ) هو لاعب كرة قدم إيطالي في مركز الهجوم. شارك مع منتخب إيطاليا تحت 20 سنة لكرة القدم. أما مع النوادي، فقد لعب مع نادي كومو ويوفنتوس ونادي فيرتوس إينتيلا ونادي براتو ولانشانو كالتشيو 1920 ‏.

## وصلات خارجية
- ايريك لانيني على موقع قاعدة بيانات كرة القدم.إي يو (الإنجليزية)
- ايريك لانيني على موقع Soccerway.com (الإنجليزية)